# Liste der Biografien/Korn
Liste der Biografien |
Portal Biografien |
Personensuche
# |
A |
B |
C |
D |
E |
F |
G |
H |
I |
J |
K |
L |
M |
N |
O |
P |
Q |
R |
S |
T |
U |
V |
W |
X |
Y |
Z |
?
 
Ka |
Kb |
Kc |
Kd |
Ke |
Kf |
Kg |
Kh |
Ki |
Kj |
Kl |
Km |
Kn |
Ko |
Kp |
Kr |
Ks |
Kt |
Ku |
Kv |
Kw |
Ky |
Kx |
Kz
 
Koa |
Kob |
Koc |
Kod |
Koe |
Kof |
Kog |
Koh |
Koi |
Koj |
Kok |
Kol |
Kom |
Kon |
Koo |
Kop |
Kor |
Kos |
Kot |
Kou |
Kov |
Kow |
Kox |
Koy |
Koz
 
Kora |
Korb |
Korc |
Kord |
Kore |
Korf |
Korg |
Korh |
Kori |
Korj |
Kork |
Korl |
Korm |
Korn |
Koro |
Korp |
Korr |
Kors |
Kort |
Koru |
Korv |
Korw |
Kory |
Korz
Die Liste der Biografien führt alle Personen auf, die in der deutschsprachigen Wikipedia einen Artikel haben. Dieses ist eine Teilliste mit 411 Einträgen von Personen, deren Namen mit den Buchstaben „Korn“ beginnt.

## Korn
- Korn, Albert (1880–1965), deutscher Lyriker
- Korn, Alison (* 1970), kanadische Ruderin
- Korn, Andreas (* 1974), deutscher Fernsehmoderator, Reporter, Journalist und AutorAndreas Korn (* 1974)

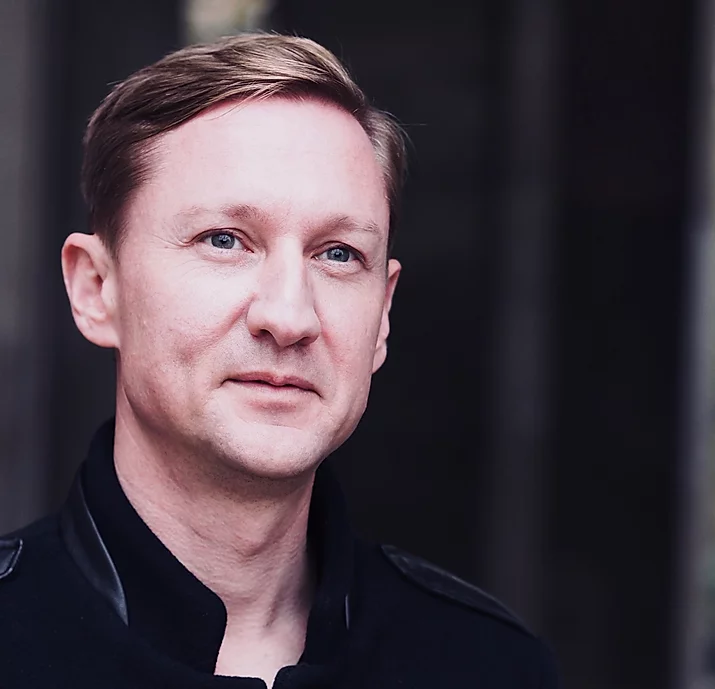
Andreas Korn (* 1974)

- Korn, Arthur (1870–1945), deutscher Physiker und Mathematiker
- Korn, Arthur (1891–1978), deutscher Architekt, Stadtplaner und Autor
- Korn, Artur (* 1937), deutscher Opern-, Lied- und Konzertsänger (Bass)
- Korn, Benjamin (* 1946), deutscher Theaterregisseur und Essayist
- Korn, Carmen (* 1952), deutsche Journalistin und Schriftstellerin
- Korn, Christoph (* 1965), deutscher Audio- und Medienkünstler
- Korn, Christoph Heinrich (1726–1783), schwäbischer Jurist, Lieutenant, Romancier und Verfasser zeitgeschichtlicher Schriften
- Korn, Dieter (* 1958), deutscher Geologe und Paläontologe
- Korn, Ernst (* 1899), deutscher Polizeibeamter und SS-Führer
- Korn, Evelyn (* 1969), deutsche Ökonomin
- Korn, Fadumo (* 1964), somalische Buchautorin
- Korn, Felicitas (* 1974), deutsche Filmregisseurin
- Korn, Franz (* 1940), deutscher Fußballspieler
- Korn, Fritz (1920–1994), deutscher Schauspieler und Hörspielsprecher
- Korn, Georg (1837–1870), deutscher Jurist und Historiker
- Korn, Gottlieb (1692–1763), deutscher Glockengießer
- Korn, Hans-Enno (1934–1985), deutscher Archivar und Heraldiker
- Korn, Harro (* 1955), deutscher Schauspieler
- Korn, Heinrich von (1829–1907), deutscher Verlagsbuchhändler, Unternehmer und Kommunalpolitiker
- Korn, Heinz (1923–1993), deutscher Schlagerkomponist und Liedtexter
- Korn, Hermann (1907–1946), deutscher Geologe
- Korn, Ilse (1907–1975), deutsche Schriftstellerin
- Korn, Janina (* 1983), deutsche Schauspielerin, Musicaldarstellerin und Stand-up-Komikerin
- Korn, Jim (* 1957), US-amerikanischer Eishockeyspieler
- Korn, Jiří (* 1949), tschechischer Sänger, Stepptänzer, Schauspieler und PoolbillardspielerJiří Korn (* 1949)

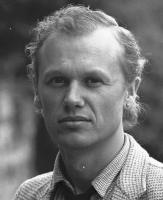
Jiří Korn (* 1949)

- Korn, Joachim (1919–1994), deutscher Nachrichtentechniker; Rundfunk- und Fernseh-Pionier
- Korn, Johann Gottlieb (1765–1837), deutscher Buchhändler und Verleger
- Korn, Johann Jakob (1702–1756), deutscher Buchdrucker und Verleger
- Korn, Johann Robert (1873–1921), deutscher Bildhauer
- Korn, Judy (* 1971), deutsche Erziehungswissenschaftlerin und Sachbuchautorin
- Korn, Julius (1799–1837), deutscher Buchhändler und Stadtrat
- Korn, Karl (1852–1906), deutscher Architekt und Bauunternehmer
- Korn, Karl (1865–1942), sozialdemokratischer Publizist und Zeitschriftenchefredakteur
- Korn, Karl (1903–1974), deutscher Politiker (CDU), MdL
- Korn, Karl (1908–1991), deutscher Publizist, Journalist, Schriftsteller und Geisteswissenschaftler
- Korn, Klaus (1926–1996), deutscher Journalist
- Korn, Klaus (* 1942), deutscher Fußballspieler
- Korn, Leo (1958–2008), österreichischer Sänger
- Korn, Lillith (* 1983), deutsche Schriftstellerin
- Korn, Lorenz (* 1966), deutscher Kunsthistoriker
- Korn, Moritz (1868–1927), deutscher Architekt des Historismus
- Korn, Oliver (* 1984), deutscher Hockeyspieler
- Korn, Otto (1898–1955), deutscher Archivar und Heraldiker
- Korn, Peter Jona (1922–1998), deutscher Musiker und Komponist
- Korn, Rachel (1898–1982), jiddischsprachige Dichterin und Schriftstellerin
- Korn, Ralf (* 1963), deutscher Mathematiker und Hochschullehrer
- Korn, Renke (1938–2020), deutscher Schriftsteller und Regisseur
- Korn, Richard (1871–1940), deutscher Politiker und Bürgermeister der Stadt Gladbeck
- Korn, Roland (* 1930), deutscher Architekt
- Korn, Sacha (* 1975), deutscher Rechtsextremist, Musiker und Musikmanager
- Korn, Salomon (* 1943), deutscher Architekt, Vorsitzender der Jüdischen Gemeinde in Frankfurt am Main, sowie Präsidiumsmitglied im Zentralrat der Juden in DeutschlandSalomon Korn (* 1943)

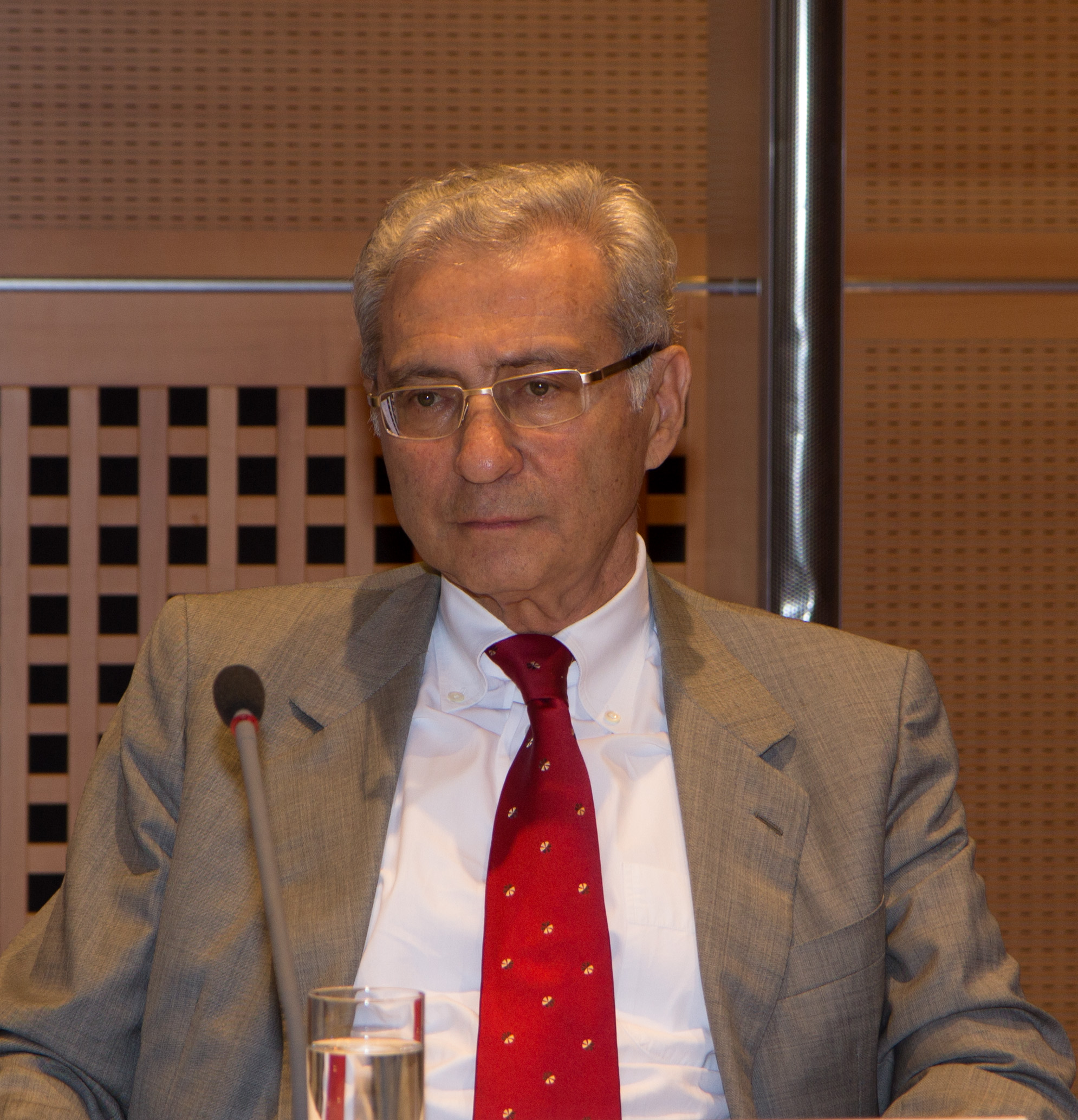
Salomon Korn (* 1943)

- Korn, Udo (* 1951), deutscher Fußballspieler
- Korn, Ulf-Dietrich (1936–2019), deutscher Kunsthistoriker und Denkmalpfleger sowie Heraldiker
- Korn, Ulrich (1941–2020), deutscher Ingenieur und Professor für Regelungstechnik
- Korn, Vilmos (1899–1970), deutscher Widerstandskämpfer gegen den Nationalsozialismus, Schriftsteller und Politiker (NDPD), MdV
- Korn, Walter (1937–2005), deutscher Politiker (CDU), MdL
- Korn, Wilhelm Gottlieb (1739–1806), deutscher Buchhändler und Herausgeber
- Korn, Wilhelmine (1786–1843), österreichische Theaterschauspielerin
- Korn, Willi (1893–1972), deutscher Kryptologe und Oberingenieur
- Korn, Wolfgang (* 1958), deutscher Journalist und Sachbuchautor

### Korna
- Kornacher, Andreas Friedrich (1808–1857), deutscher Landschaftsmaler, Radierer und Fotograf
- Kornacher, Georg Christoph (1725–1803), Bürgermeister von Heilbronn (1784–1802)
- Kornacher, Lisette (1773–1858), Heilbronner Bürgermeisterstochter, wurde teilweise als Vorbild für Kleists Käthchen von Heilbronn angesehen
- Kornack, Thomas (1976–2014), deutscher Theater-, Film- und Fernsehschauspieler und Regisseur
- Kornacker, Hans-Werner (* 1955), deutscher Fußballspieler und -trainer
- Kornacki, Ryszard (1940–2023), polnischer Schriftsteller
- Kornacki, Steve (* 1979), US-amerikanischer Journalist und Fernsehmoderator
- Kornadt, Hans-Joachim (1927–2023), deutscher Psychologe
- Kornai, János (1928–2021), ungarischer WirtschaftswissenschaftlerJános Kornai (1928–2021)

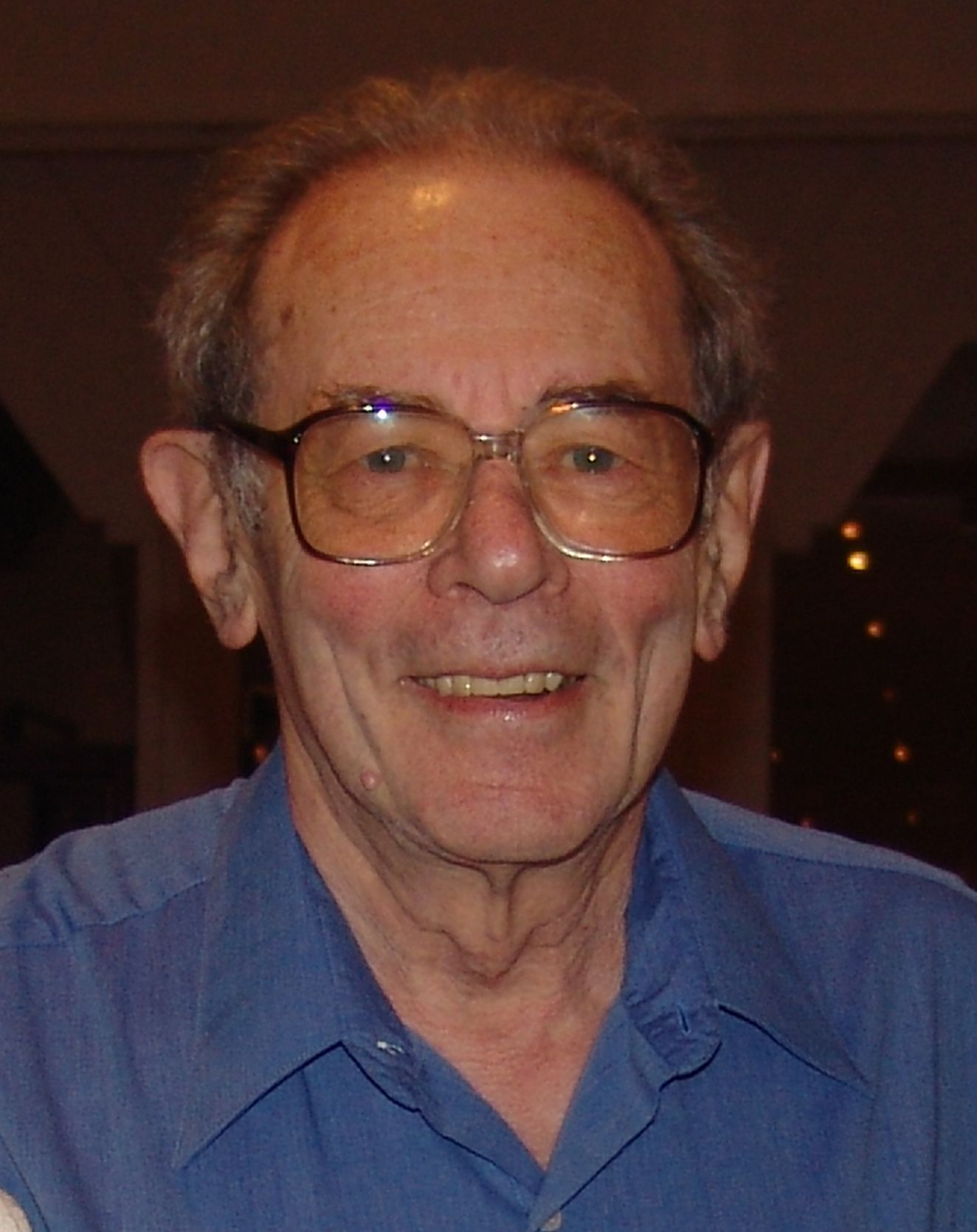
János Kornai (1928–2021)

- Kornakow, Juri Nikolajewitsch (1938–2006), sowjetischer und russischer Komponist und Musikpädagoge
- Kornappel, Simone (* 1978), deutsche Lyrikerin, Herausgeberin und Übersetzerin
- Kornaros, Vitsentzos (* 1553), griechischer Dichter
- Kornas, Michael (* 1992), deutscher Jazzmusiker (Piano, Komposition)
- Kornasiewicz, Alicja (* 1951), polnische Bankmanagerin, Volkswirtin und Politikerin, Mitglied des Sejm
- Kornatz, Stefan (* 1968), deutscher Filmregisseur und Drehbuchautor
- Kornauth, Egon (1891–1959), österreichischer Komponist

### Kornb
- Kornbakk, Torbjörn (* 1965), schwedischer Ringer
- Kornbeck, Emil (1818–1859), deutscher Maler
- Kornbeck, Julius (1839–1920), deutscher Maler
- Kornberg, Arthur (1918–2007), US-amerikanischer Biochemiker
- Kornberg, Hans Leo (1928–2019), deutsch-britischer Biochemiker
- Kornberg, Roger D. (* 1947), US-amerikanischer Biochemiker und Nobelpreisträger für ChemieRoger D. Kornberg (* 1947)

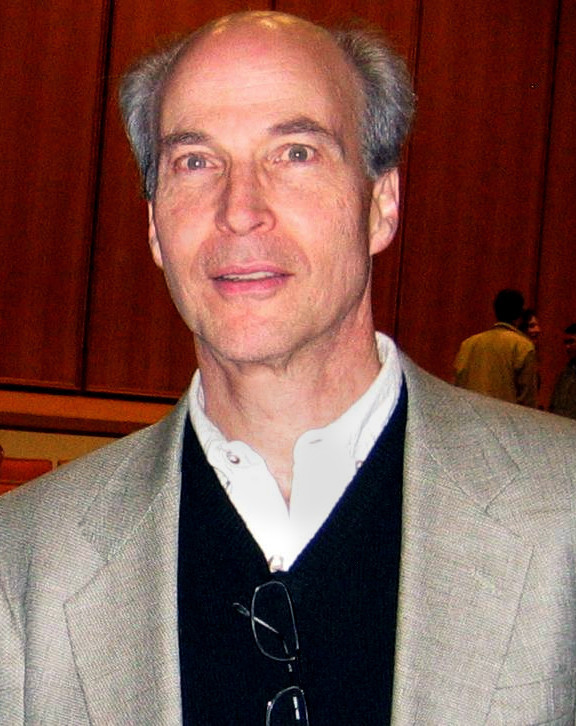
Roger D. Kornberg (* 1947)

- Kornberger, Alfred (1933–2002), österreichischer Maler und Graphiker
- Kornberger, Christoph (* 1981), österreichischer Skirennläufer
- Kornberger, Hanns (1868–1933), österreichischer Architekt des Jugendstils
- Kornberger, Martin (* 1974), österreichischer Philosoph
- Kornbichler, Sabine (* 1957), deutsche Schriftstellerin
- Kornbluh, Anna, US-amerikanische Literaturwissenschaftlerin
- Kornbluh, Peter (* 1956), US-amerikanischer Journalist
- Kornblum, John (1943–2023), amerikanischer DiplomatJohn Kornblum (1943–2023)

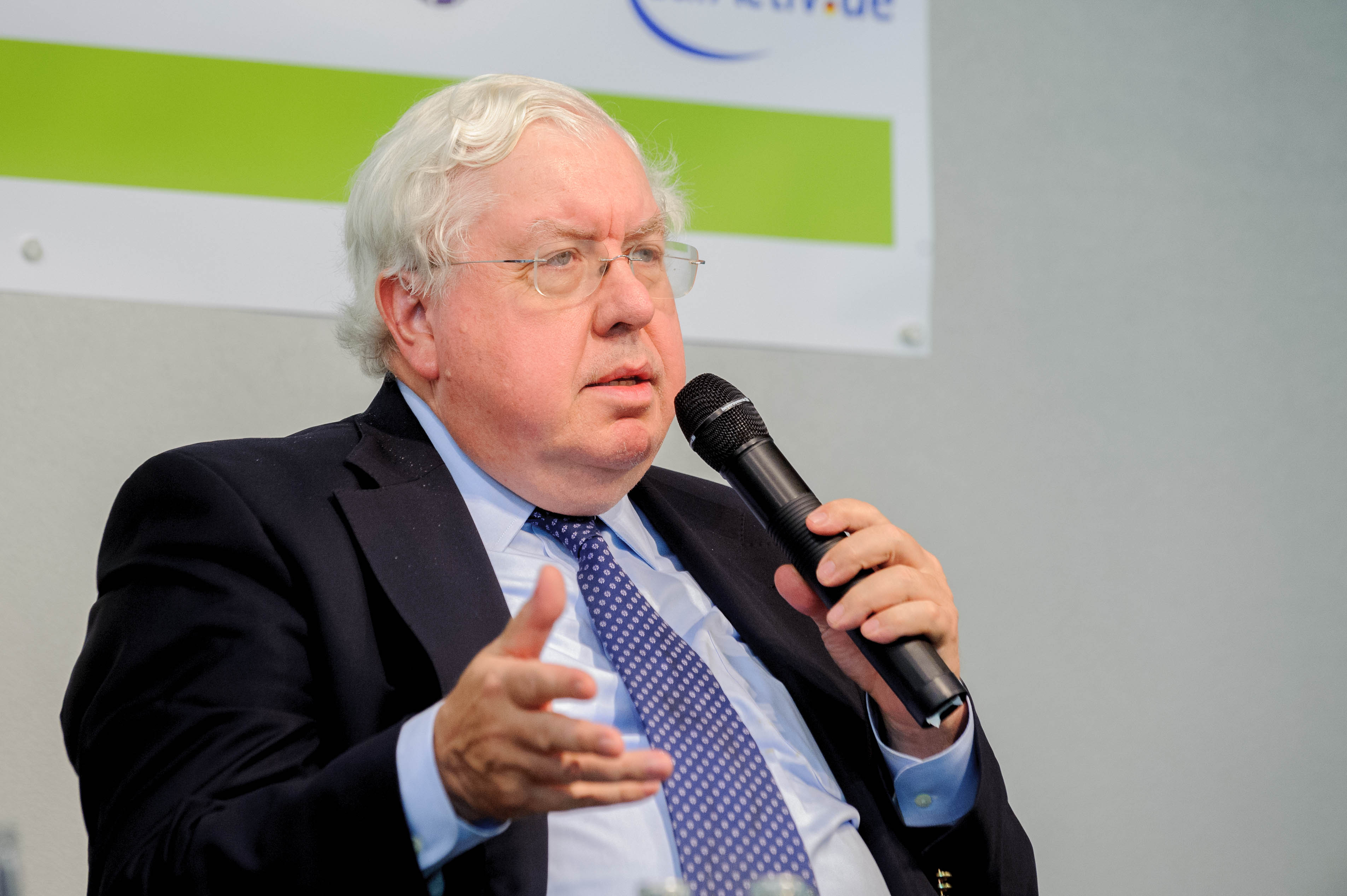
John Kornblum (1943–2023)

- Kornblum, Thorsten (* 1982), deutscher Jurist und Politiker (SPD)
- Kornblum, Udo (* 1934), deutscher Rechtswissenschaftler und Hochschullehrer
- Kornbluth, Cyril M. (1923–1958), US-amerikanischer Science-Fiction-Autor und Mitglied der Futurians
- Kornbluth, Sally (* 1961), Zellbiologin, Präsidentin des Massachusetts Institute of Technology
- Kornbrust, Leo (1929–2021), deutscher Bildhauer

### Kornd
- Körndl, Vanessa (* 1997), deutsche Taekwondoin
- Korndorf, Nikolai Sergejewitsch (1947–2001), sowjetisch-kanadischer Komponist
- Korndörfer, Eberhard (1926–2020), deutscher Generalmajor der NVA
- Korndörfer, Johannes, deutscher Musiktheoretiker, Kirchenmusiker und Komponist
- Korndörfer, Lutz (* 1965), deutscher Komponist, Textdichter, Musikproduzent und Schriftsteller
- Korndörfer, Rudolf (1906–1992), deutscher Jurist, Leiter der Gestapo in Kassel, Kommandeur von Einsatzgruppen

### Korne
- Korneck, Albert (1813–1905), deutscher Genremaler, Historienmaler und Porträtmaler der Düsseldorfer Schule
- Kornecki, Mateusz (* 1994), polnischer Handballspieler
- Korneev, Oleg (* 1969), russisch-spanischer Schachspieler
- Korneev, Vladimir (* 1987), deutscher Schauspieler und Chansonsänger georgischer Herkunft
- Korneff, Dan, US-amerikanischer Musikproduzent
- Korneffel, Peter (* 1962), deutscher Journalist und Autor
- Kornegay, Horace R. (1924–2009), US-amerikanischer Politiker
- Kornei, Otto (1903–1993), österreichischer Ingenieur
- Kornejew, Andrei Nikolajewitsch (1974–2014), sowjetischer Schwimmer
- Kornejew, Igor Wladimirowitsch (* 1967), russischer Fußballspieler
- Kornejew, Konstantin Nikolajewitsch (* 1984), russischer Eishockeyverteidiger
- Kornejewa, Alina Alexandrowna (* 2007), russische TennisspielerinAlina Alexandrowna Kornejewa (* 2007)

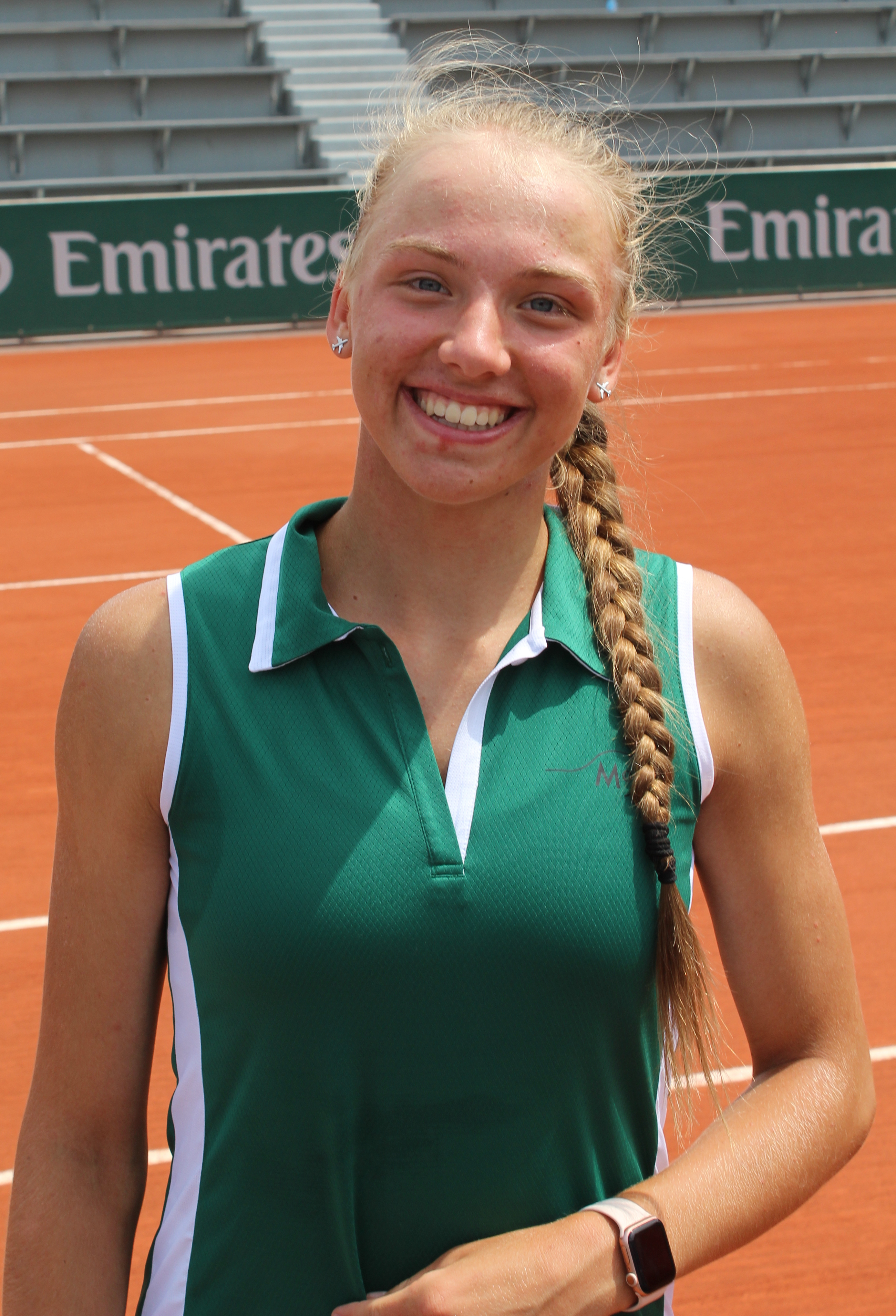
Alina Alexandrowna Kornejewa (* 2007)

- Kornejewa, Irina Sergejewna (* 1995), russische Handballspielerin
- Kornek, Ulrike (* 1985), deutsche Wirtschaftswissenschaftlerin und Physikerin
- Kornel ze Všehrd, Viktorin (1460–1520), tschechischer Schriftsteller, Rechtsanwalt, Humanist und Dekan der Prager Universität
- Kornel, Karl Ferdinand (1882–1953), estnischer Jurist, Journalist, Diplomat und Politiker
- Korneli, Caroline (* 1982), deutsche Fernseh- und Radiomoderatorin und Schauspielerin
- Kornelius, Stefan (* 1965), deutscher JournalistStefan Kornelius (* 1965)

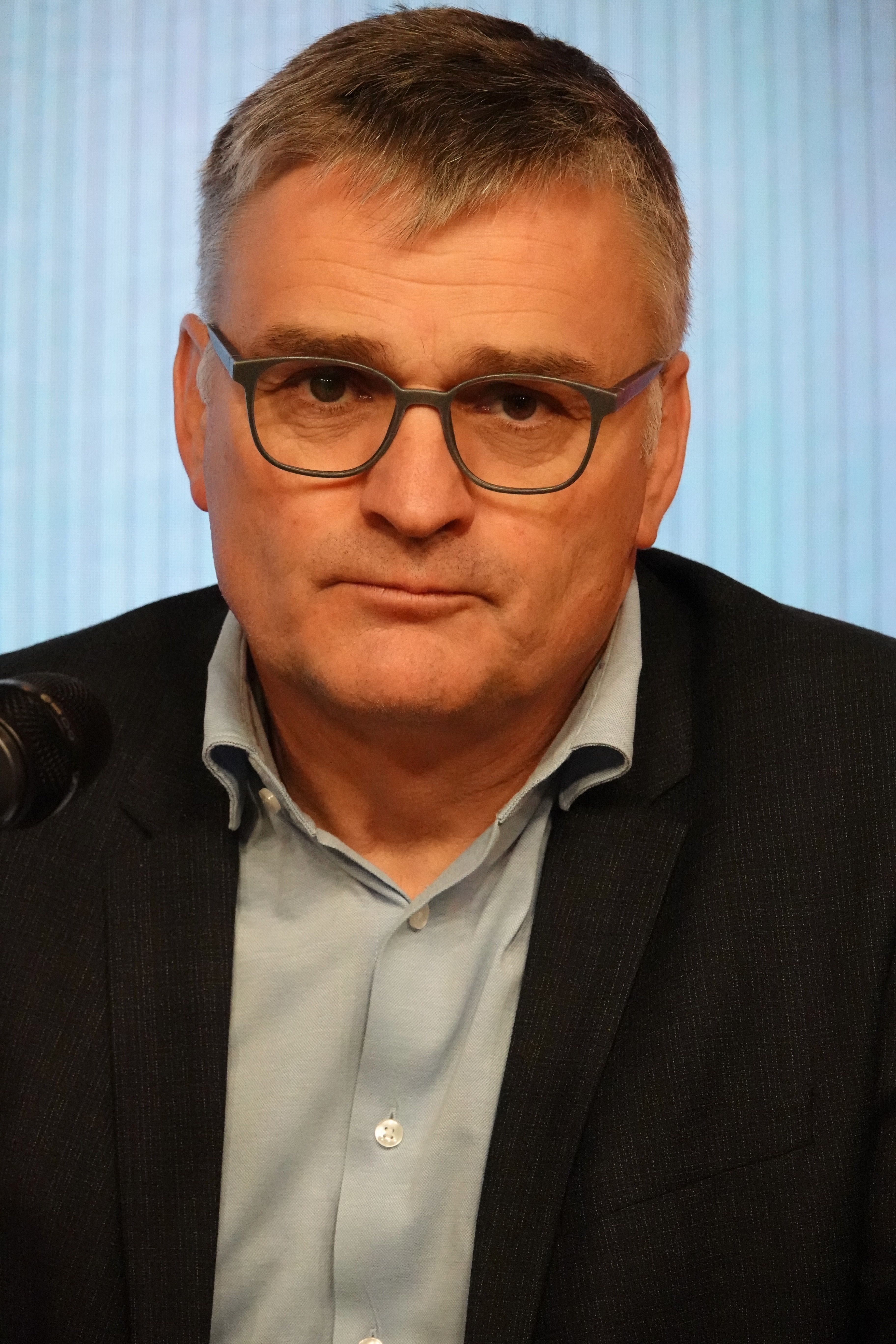
Stefan Kornelius (* 1965)

- Korneliussen, Niviaq (* 1990), grönländische Schriftstellerin
- Korneliussen, Ole (1947–2022), grönländischer Schriftsteller und Übersetzer
- Korneljuk, Alexandr Olegowitsch (* 1950), sowjetischer Leichtathlet
- Kornella, Helena (1897–1992), polnische Ärztin (Urologie, Innere Medizin) und Sängerin; Deportierte und Emigrantin
- Kornelli, Alina (* 2000), deutsch-österreichische Kitesurferin
- Kornelli, Julian (* 1997), deutscher Eishockeyspieler
- Kornemann, Ernst (1868–1946), deutscher Althistoriker; Rektor in Breslau
- Kornemann, Franz (1896–1969), deutscher Kunst- und Glasmaler
- Körner, Adolf (1881–1954), deutscher Jurist, bayerischer Staatsbeamter und Regierungspräsident des bayerischen Regierungsbezirks Unterfranken (1946–1950)
- Körner, Alexander (1813–1848), deutscher Genremaler der Düsseldorfer Schule
- Korner, Alexis (1928–1984), britischer Blues-Musiker
- Körner, Alfred (1926–2020), österreichischer Fußballspieler
- Körner, Amand (* 1940), österreichischer Mineraliensammler und niederösterreichischer Heimatforscher
- Körner, Anna (1919–2007), österreichische Politikerin (SPÖ), Landtagsabgeordnete
- Körner, Anne (* 1973), deutsche Juristin und Richterin am Bundessozialgericht
- Körner, Arne (* 1986), deutscher Drehbuchautor, Filmregisseur und Produzent
- Körner, Axel (* 1967), Neuzeithistoriker und Hochschullehrer
- Körner, Bernhard (* 1949), österreichischer Theologe und Hochschullehrer
- Körner, Bruno (1862–1927), deutscher Politiker
- Körner, Burghard (1886–1973), deutscher Architekt, Baubeamter und Hochschullehrer
- Körner, Burkhard (* 1964), deutscher Jurist und Präsident des Bayerischen Landesamtes für Verfassungsschutz
- Körner, Carolin (* 1967), deutsche Ingenieurin und Professorin
- Körner, Christian (* 1949), österreichisch-schweizerischer Botaniker
- Körner, Christian Gottfried (1756–1831), deutscher Schriftsteller und Jurist sowie Freund Schillers
- Körner, Christiane (* 1962), deutsche Literaturübersetzerin und Herausgeberin
- Körner, Christoph (* 1962), deutscher Basketballspieler
- Körner, Christoph (* 1997), deutscher Eishockeyspieler
- Körner, Clemens (* 1959), deutscher Politiker (CDU)
- Körner, Diana (* 1944), deutsche SchauspielerinDiana Körner (* 1944)

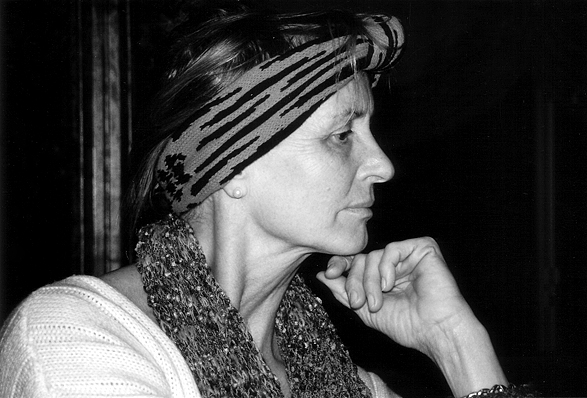
Diana Körner (* 1944)

- Körner, Dietrich (1929–2001), deutscher Schauspieler
- Körner, Edmund (1874–1940), deutscher Architekt
- Körner, Egon (1908–1986), deutscher Architekt
- Körner, Emil (1846–1920), deutscher Militärberater, chilenischer GeneralEmil Körner (1846–1920)

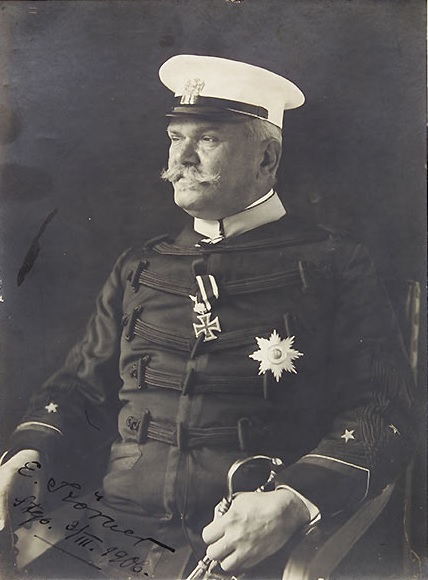
Emil Körner (1846–1920)

- Körner, Emma (1788–1815), deutsche Malerin
- Körner, Erich (1866–1951), deutscher Maler
- Körner, Erika (1902–1979), deutsch-österreichische Schauspielerin und Sängerin
- Körner, Ernst (1883–1950), deutscher Bühnenschauspieler und Stummfilmschauspieler, Hilfsregisseur und Filmaufnahmeleiter
- Körner, Ernst (1899–1952), deutscher Politiker (SPD) und Oberbürgermeister von Ansbach
- Körner, Ewald (1926–2010), tschechoslowakisch-deutsch-schweizerischer Klarinettist und Dirigent
- Körner, Fabian (* 1968), deutscher Synchronsprecher, Hörspielsprecher, Moderator und Schauspieler
- Körner, Felix (* 1963), deutscher jesuitischer Theologe und Islamwissenschaftler
- Körner, Ferdinand (1805–1884), deutscher evangelisch-lutherischer Pfarrer und Autor
- Körner, Franz (1838–1911), Besitzer einer Kiesgrube in Rixdorf, heute Körnerpark
- Körner, Friedrich (1778–1847), deutscher Mechaniker und Glashersteller
- Körner, Friedrich (1815–1888), deutscher Schriftsteller, Pädagoge und Redakteur
- Körner, Friedrich (1921–1998), deutscher Offizier in der Luftwaffe der Wehrmacht und später der Luftwaffe der Bundeswehr
- Körner, Friedrich (1931–2021), österreichischer Trompeter, Bandleader und Pädagoge
- Körner, Fritz (1873–1930), deutscher Kaufmann und Mundartdichter des sächsischen Erzgebirges
- Körner, Fritz (1888–1955), deutscher Maler und Glasgestalter
- Körner, Georg, böhmischer Bergmeister
- Körner, Georg (1717–1772), deutscher Pfarrer und Sprachwissenschaftler
- Körner, Georg (1907–2002), deutscher Politiker (NSDAP, GB/BHE, FDP, FVP, DP, GDP, NPD), MdB
- Korner, Georg (* 1954), deutscher Bildhauer
- Körner, Gerhard (* 1941), deutscher Fußballspieler und Nationalspieler der DDRGerhard Körner (* 1941)

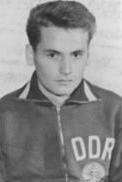
Gerhard Körner (* 1941)

- Körner, Gero (* 1976), deutscher Jazz- und Fusionmusiker (Piano, Orgel, Komposition)
- Körner, Gottfried (1927–2015), deutscher Maler und Grafiker
- Körner, Gustav (1809–1896), deutsch-amerikanischer Rechtsanwalt und Richter, Diplomat und Staatsmann
- Körner, Hans-Albrecht (1926–1990), deutscher Politiker (CDU), MdL
- Körner, Hans-Joachim (1934–2003), deutscher Physiker, Hochschullehrer
- Körner, Hans-Michael (* 1947), deutscher Historiker
- Körner, Hans-Peter (* 1943), deutscher Schauspieler, Kabarettist und Hörspielsprecher
- Körner, Harald Hans (* 1944), deutscher Jurist und Autor
- Körner, Heinrich (1755–1822), Schweizer Geograph
- Körner, Heinrich (1892–1945), deutscher Gewerkschafter und Widerstandskämpfer
- Körner, Heinrich (1893–1961), österreichischer Fußballspieler und -trainer
- Körner, Heinrich (1908–1993), deutscher Bildhauer und Medailleur
- Körner, Heinz (* 1940), deutscher Grafik-Designer und Zeichner
- Körner, Heinz (* 1944), deutscher Autor
- Körner, Heinz (1947–2024), deutscher Buchautor
- Körner, Hellmut (1904–1966), deutscher Reichstagsabgeordneter der NSDAP und Landesbauernführer in Sachsen
- Körner, Hellmut (* 1944), deutscher Politiker, Staatssekretär in Schleswig-Holstein
- Körner, Herbert (1902–1966), deutscher Kameramann
- Korner, Hermann († 1438), Söldnerführer, Lesemeister und Lübecker Chronist
- Körner, Hermann (1907–1977), deutscher Kommunalpolitiker
- Körner, Hermine (1878–1960), deutsche Schauspielerin, Regisseurin und TheaterleiterinHermine Körner (1878–1960)

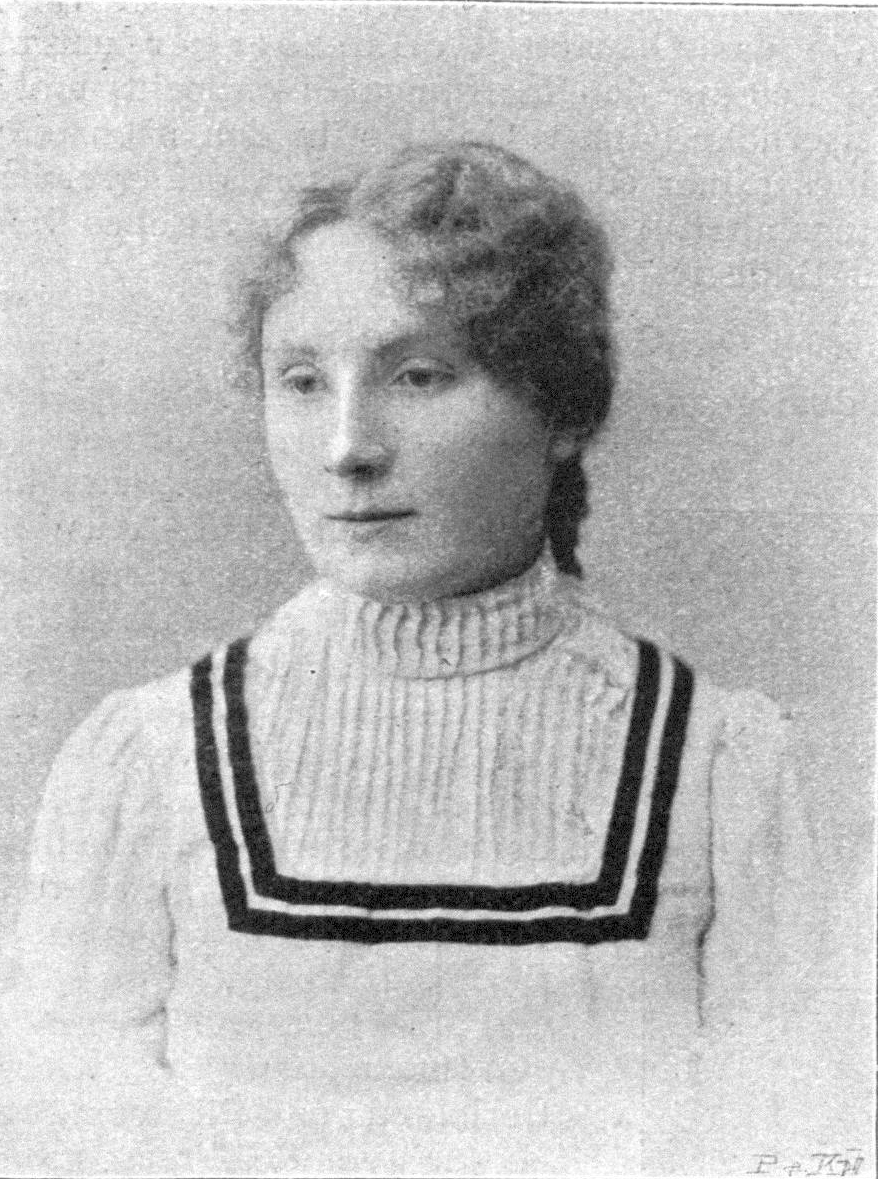
Hermine Körner (1878–1960)

- Körner, Hilda (1920–1995), deutsche Grafikerin und Malerin
- Körner, Hildegard (* 1959), deutsche Mittelstreckenläuferin
- Körner, Horst (* 1935), deutscher Politiker (CDU), MdL
- Körner, Horst (1947–1968), deutsches Todesopfer der Berliner Mauer
- Körner, Ignaz Hermann (1878–1944), österreichischer Sportfunktionär
- Körner, Ingeborg (* 1929), deutsche Schauspielerin
- Körner, Ingrid (* 1946), deutsche Pädagogin und Senatskoordinatorin
- Körner, Isabelle (* 1975), deutsche Fernsehjournalistin und FernsehmoderatorinIsabelle Körner (* 1975)

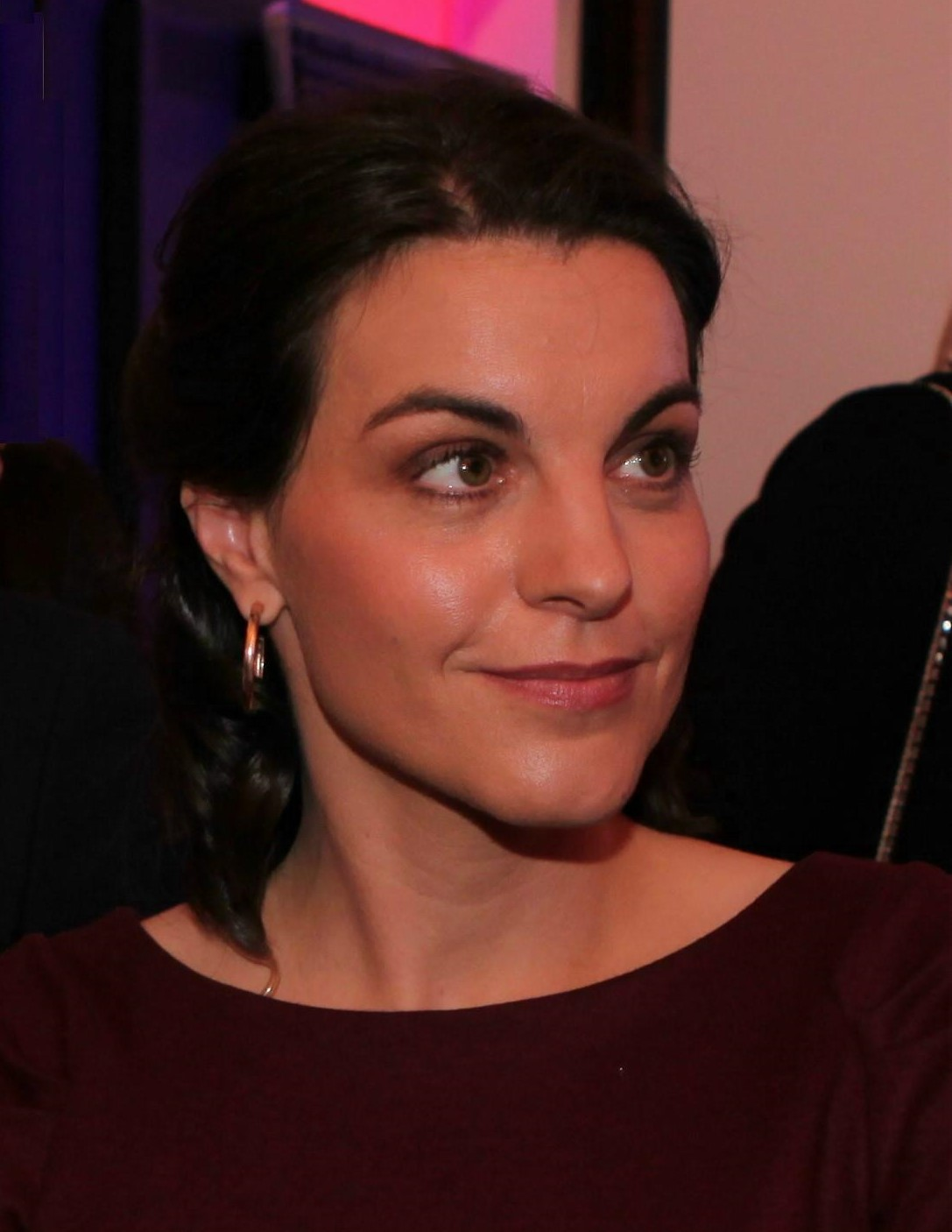
Isabelle Körner (* 1975)

- Körner, Jacob (* 1995), deutscher Nachwuchsschauspieler
- Körner, Jakub (* 1979), deutsch-tschechischer Eishockeyspieler
- Körner, János (* 1946), ungarischer Mathematiker
- Körner, Joachim (1925–2012), deutscher Jurist, Politiker (SPD) und Verwaltungsbeamter
- Körner, Joachim (* 1945), deutscher Mathematiker, Mediziner und Politiker (AfD)
- Korner, Joanna (* 1951), britische Juristin
- Körner, Johann Gottfried (1726–1785), deutscher evangelischer Theologe
- Körner, Johannes (1870–1931), deutscher Architekt, preußischer Baubeamter und Denkmalpfleger
- Körner, Josef (1888–1950), böhmisch-tschechoslowakischer Germanist
- Körner, Julius (1870–1954), deutscher Ruderer
- Körner, Jürgen (1939–2021), deutscher theoretischer Physiker und Hochschullehrer
- Körner, Jürgen (* 1943), deutscher Psychologe und Psychoanalytiker
- Körner, Jürgen (* 1953), deutscher Fußballspieler
- Körner, Karl (1832–1914), deutscher Hofbesitzer, Beamter und Politiker (DFP), MdR
- Körner, Karl (1838–1907), deutscher Architekt und Hochschullehrer
- Körner, Karl-Hermann (1941–1992), deutscher Romanist
- Körner, Klaus (* 1939), deutscher Autor
- Körner, Klaus (1939–1962), deutscher Arbeiter, Todesopfer an der innerdeutschen Grenze
- Körner, Klaus (1946–2023), deutscher Schriftsteller, MdL Brandenburg
- Körner, Klaus-Michael (1952–2022), deutscher Politiker (SPD), MdL
- Körner, Konrad (1939–2022), deutscher Sprachwissenschaftler
- Körner, Konrad (* 1941), deutscher Saxophonist und Klarinettist
- Körner, Konrad (* 1992), deutscher Rechtsanwalt und Politiker (CSU)
- Körner, Kurt (* 1912), deutscher Skispringer
- Körner, Lara Joy (* 1978), deutsche SchauspielerinLara Joy Körner (* 1978)

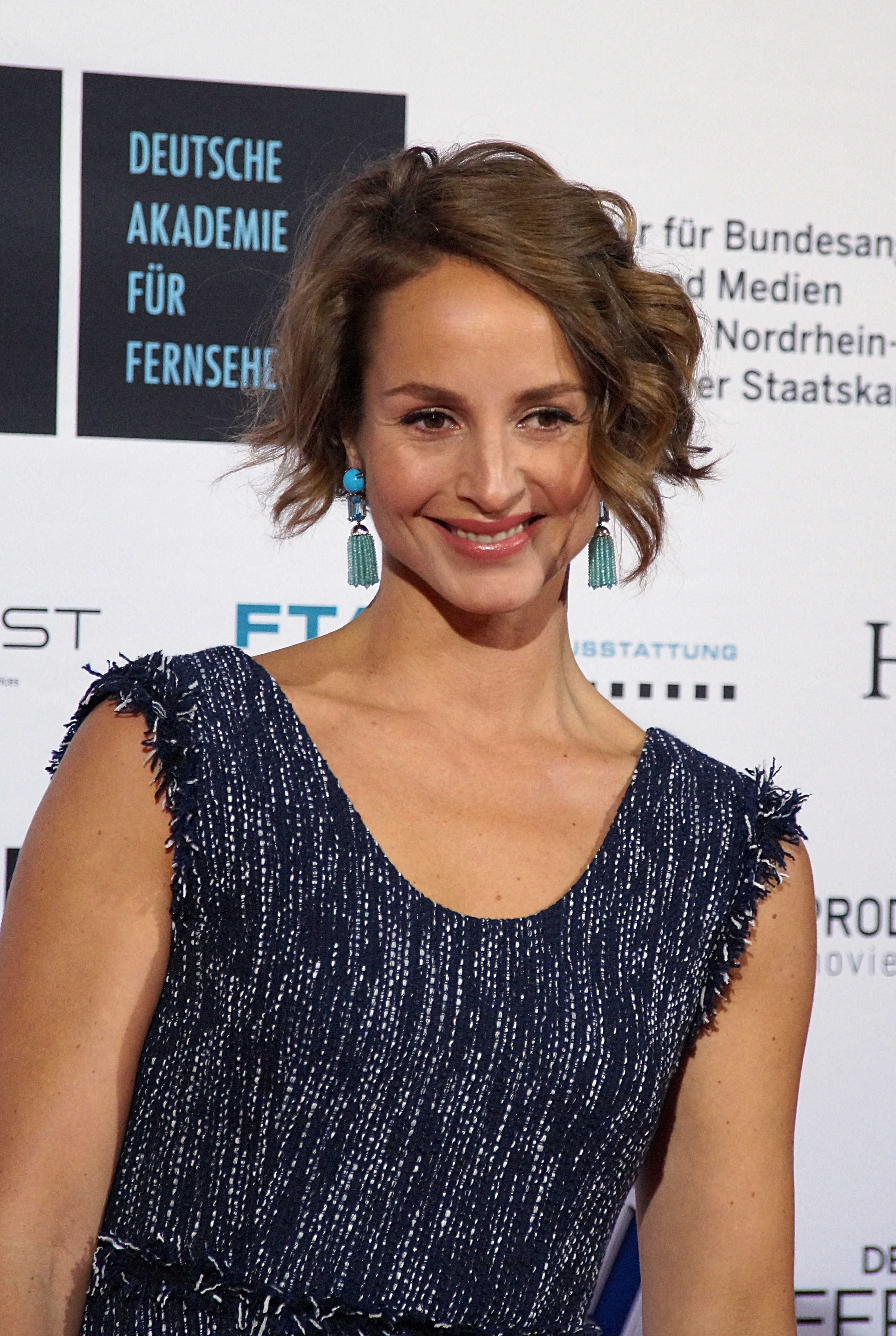
Lara Joy Körner (* 1978)

- Körner, Leon (1892–1972), kanadischer Unternehmer
- Körner, Lothar (1883–1961), deutscher Schauspieler
- Körner, Ludwig (1890–1968), deutscher Schauspieler, Regisseur und Gewerkschaftsfunktionär
- Körner, Marita (* 1957), deutsche Juristin und Hochschullehrerin
- Körner, Martin (* 1935), deutscher nordischer Kombinierer
- Körner, Matthias (* 1954), deutscher Maler, Zeichner, Grafiker und Fotograf
- Körner, Matthias (* 1954), deutscher Schriftsteller, Feature- und Hörspielautor
- Körner, Matthias (* 1968), deutscher Marathonläufer
- Körner, Matthias (* 1969), deutscher Politiker (SPD), MdL Hessen
- Körner, Max (1887–1963), deutscher Grafiker, Maler und Buchkünstler
- Körner, Maximilian (1805–1875), deutscher Jurist und Politiker der Freien Stadt Frankfurt
- Körner, Michael (1914–1948), deutscher SS-Obersturmführer und Schutzhaftlagerführer im KZ Sachsenhausen
- Körner, Michael (* 1968), deutscher Sportmoderator und -kommentator
- Körner, Minna (1762–1843), deutsche Malerin und Schriftstellerin; Frau von Christian Gottfried Körner
- Körner, Moritz (* 1990), deutscher Politiker (FDP), MdLMoritz Körner (* 1990)

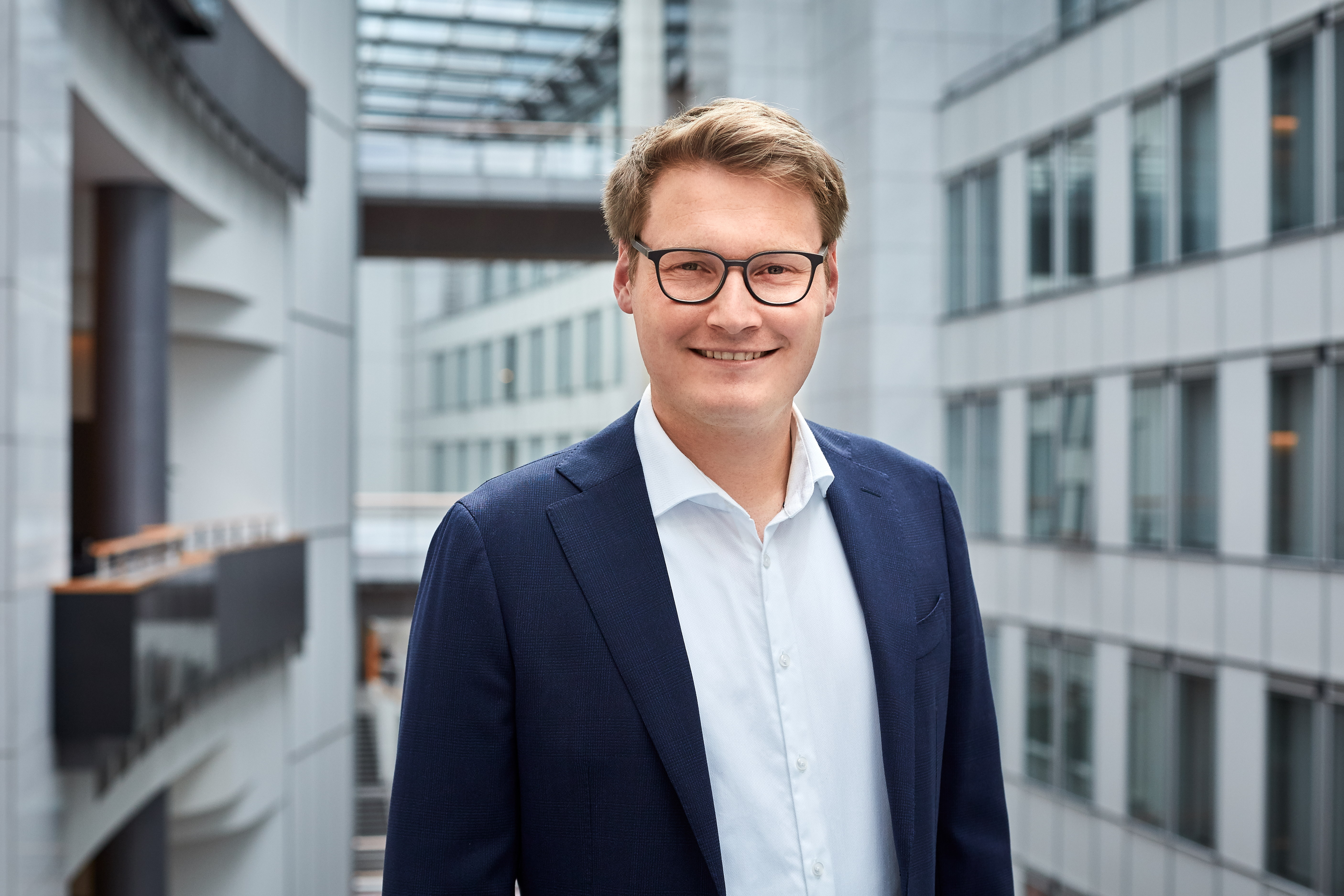
Moritz Körner (* 1990)

- Körner, Olga (1887–1969), deutsche Politikerin (SPD, KPD, SED), MdR
- Körner, Oskar (1875–1923), deutscher Politiker (NSDAP)
- Körner, Ostara (1926–2011), deutsche Schauspielerin
- Körner, Otto (1858–1935), deutscher HNO-Arzt und Hochschullehrer
- Körner, Paul (1893–1957), deutscher Politiker (NSDAP), MdR und SS-Obergruppenführer
- Körner, Paulina (* 1996), deutsche Basketballspielerin
- Körner, Peter René (1921–1989), deutscher Schauspieler, Sänger, Moderator und Hörfunksprecher
- Korner, Petra (* 1977), österreichische Kamerafrau und Bildgestalterin
- Korner, Raoul (* 1974), österreichischer Basketballtrainer
- Körner, Reinhard (* 1951), deutscher Karmelitenpater, Autor spiritueller Bücher, Referent zu spirituellen Themen, geistlicher Berater und Exerzitienleiter
- Körner, Reinhold (1803–1873), österreichischer Politiker, Bürgermeister von Linz
- Körner, Richard (1874–1915), österreichischer Oberstleutnant
- Körner, Robert (1924–1989), österreichischer Fußballspieler und -trainer
- Körner, Roland (* 1972), deutscher Politiker (FAMILIE)
- Körner, Rudolf (1892–1978), deutscher Turner
- Körner, Ruth (1908–1995), österreichische Autorin
- Körner, Siegfried (* 1933), deutscher Lehrer, Hochschullehrer sowie Namenforscher und Historiker
- Korner, Sofie (* 1879), österreichische Malerin und Grafikerin
- Körner, Stefan (* 1968), deutscher Politiker (Piratenpartei)
- Körner, Stefan (* 1977), deutscher Politiker (Bündnis 90/Die Grünen)
- Körner, Stefan (* 1978), deutscher Kunsthistoriker und Museumsmanager
- Körner, Stephan (1913–2000), britischer Philosoph
- Körner, Stephan (* 1964), deutscher Richter
- Körner, Sven (* 1992), Schweizer Unihockeyspieler
- Körner, Theodor (1791–1813), deutscher DichterTheodor Körner (1791–1813)

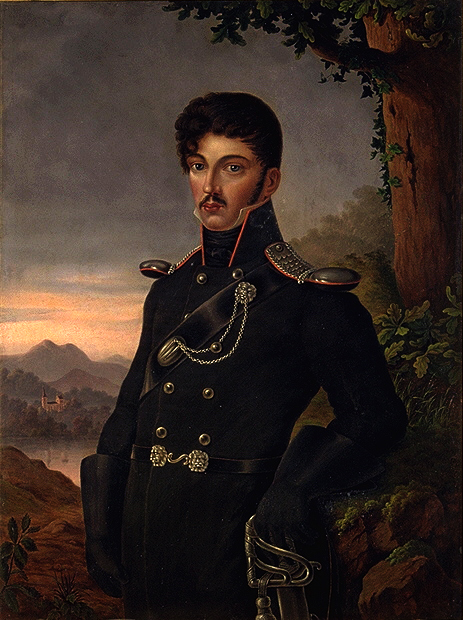
Theodor Körner (1791–1813)

- Körner, Theodor (1810–1891), deutscher Jurist, Politiker und langjähriger Oberbürgermeister von Thorn in Westpreußen
- Körner, Theodor (1873–1957), österreichischer General und Politiker (SPÖ), Abgeordneter zum Nationalrat, Mitglied des Bundesrates, Bundespräsident (1951–1957)
- Körner, Theodor (1880–1944), deutscher Schulreformer und Verbandsfunktionär
- Körner, Theodor (1932–2016), deutscher Rudertrainer und -funktionär
- Körner, Theodor (1941–2018), deutscher Verwaltungsjurist und Kommunalpolitiker (CSU)
- Körner, Theodor Christian (1863–1933), deutscher Politiker (BDL, DNVP), MdR
- Körner, Therese (1901–1994), deutsche Kommunalpolitikerin (CDU)
- Körner, Thomas (* 1942), deutscher Schriftsteller
- Körner, Thomas (* 1960), deutscher Cartoonist
- Körner, Thomas William (* 1946), britischer Mathematiker
- Körner, Toks (* 1974), deutscher Schauspieler, Autor und Drehbuchautor
- Körner, Torsten (* 1965), deutscher Fernsehkritiker, Journalist, Dokumentarfilmer und Autor
- Körner, Ulrich (* 1962), deutsch-schweizerischer BankmanagerUlrich Körner (* 1962)

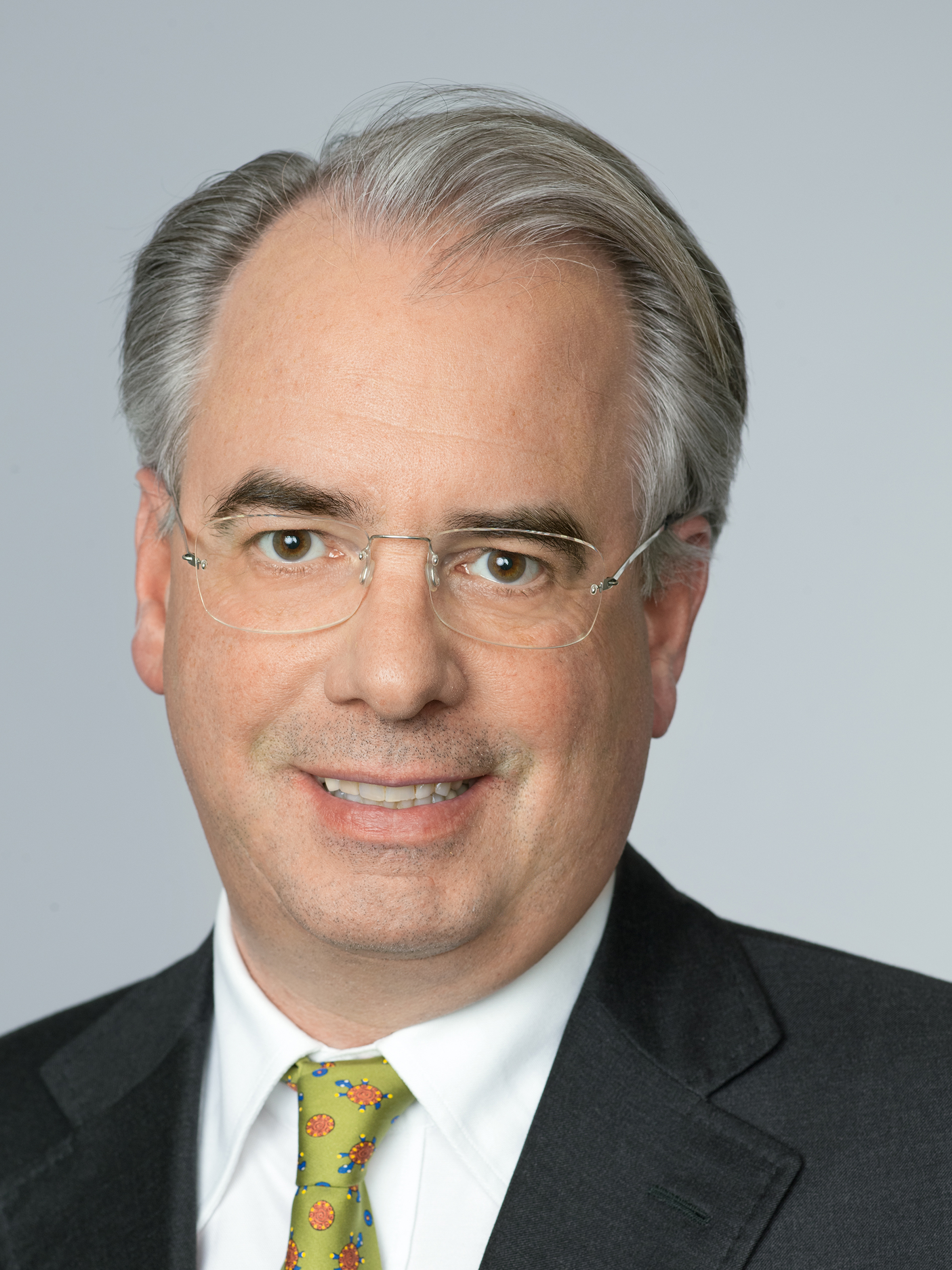
Ulrich Körner (* 1962)

- Körner, Uwe (* 1965), deutscher Volleyball- und Beachvolleyballspieler
- Körner, Vladimír (* 1939), tschechischer Drehbuchautor, Dramaturg und Schriftsteller
- Körner, Wilhelm (1839–1925), deutscher Chemiker
- Körner, Willy (1910–1980), deutscher Verwaltungsbeamter
- Körner, Wolfgang (1937–2019), deutscher Schriftsteller
- Körner, Wolfgang (1953–2024), deutscher Fußballspieler
- Körner, Wolfgang Hermann (1941–2021), deutscher Schriftsteller
- Körner, Wolfram (1920–2019), deutscher Chirurg und Sammler
- Körner, Wolfram Felix (1920–1998), deutscher Autor, Verleger und Funkamateur
- Körner-Schrader, Paul (1900–1962), deutscher Schriftsteller
- Körnert, Jan (* 1964), deutscher Wirtschaftswissenschaftler
- Kornerup, Andreas (1857–1881), dänischer Geologe und Polarforscher
- Kornesow, Aleksandar (* 1978), bulgarischer Jurist
- Kornett, Detlef (* 1963), deutscher Wirtschaftsmanager und Basketballspieler
- Kornetzky, Jean-François (* 1982), französischer Fußballtorhüter
- Kornew, Alexei Alexandrowitsch (* 1991), russischer Biathlet
- Kornew, Walentin Michailowitsch (1942–2016), sowjetischer Sportschütze
- Kornexl, Elmar (* 1941), österreichischer Sportwissenschaftler und Hochschullehrer
- Kornexl, Lucia (* 1955), deutsche Anglistin
- Kornexl, Walter (* 1938), österreichischer Politiker (ÖVP), Landtagsabgeordneter zum Vorarlberger Landtag

### Kornf
- Kornfail, Hector Heinrich von (1729–1773), kurfürstlich-sächsischer Kammerherr und Rittergutsbesitzer
- Kornfeind, Elisabeth (* 1967), österreichische Juristin und Diplomatin
- Kornfeld, Artie (* 1942), US-amerikanischer Musiker, Songwriter, Musikproduzent und Manager
- Kornfeld, Benjamin (* 1985), deutscher Schauspieler
- Kornfeld, Cornelius (* 1918), deutscher Filmredakteur, Filmkritiker, Regisseur und Schriftsteller
- Kornfeld, Eberhard W. (1923–2023), Schweizer Kunsthändler und Kunstpublizist
- Kornfeld, Gertrud (1891–1955), deutsche Chemikerin
- Kornfeld, Issaak Pawlowitsch (* 1939), russisch-US-amerikanischer Mathematiker
- Kornfeld, Jakow Abramowitsch (1896–1962), sowjetischer Architekt und Hochschullehrer
- Kornfeld, Paul (1889–1942), deutscher Dramaturg und Schriftsteller
- Kornfeld, Roman Johannes (* 1996), österreichischer Theater- und Filmschauspieler und Musiker
- Kornfeld, Simone (* 1954), deutsche Bildende Künstlerin
- Kornfeld, Stuart (* 1936), US-amerikanischer Hämatologe
- Kornfeld, Theodor (1636–1698), deutscher Dichter und Poetiker der Barockzeit
- Kornfeld, Walter (1917–1988), österreichischer Geistlicher und Theologe
- Kornfeld, Zsigmond (1852–1909), Bankier und Industrieller in Österreich-Ungarn
- Kornfield, Jack (* 1945), US-amerikanischer Lehrer des Buddhismus und der Meditation
- Kornfield, Tyler (* 1991), US-amerikanischer Skilangläufer

### Korng
- Korngiebel, Hanns (1902–1969), deutscher Schauspieler und Regisseur
- Korngold, Erich Wolfgang (1897–1957), austroamerikanischer Komponist, Dirigent und PianistErich Wolfgang Korngold (1897–1957)

Erich Wolfgang Korngold (1897–1957)

- Korngold, Hans Robert (1892–1965), österreichischer Bandleader und Schlagzeuger
- Korngold, Julius (1860–1945), österreichischer Musikkritiker
- Korngold, Ralph (1882–1964), Autor und Geschäftsmann

### Kornh
- Kornhardt, Hildegard (1910–1959), deutsche Klassische Philologin
- Kornhardt, Wilhelm (1821–1871), deutscher Gasindustrieller und Fabrikant
- Kornhas, Carl (1857–1931), deutscher Keramiker
- Kornhas-Brandt, Gertrud (1892–1964), deutsche Schneidermeisterin, Modedesignerin und Schulleiterin
- Kornhaß, Nikolai (* 1993), deutscher Sportler
- Kornhäusel, Joseph (1782–1860), österreichischer Architekt
- Kornhauser, Arthur (1896–1990), US-amerikanischer Sozialpsychologe
- Kornhauser, Jakub (* 1984), polnischer Dichter, Literaturkritiker und Romanist
- Kornhauser, Julian (* 1946), polnischer Dichter und Literaturkritiker
- Kornhauser, William (1925–2004), amerikanischer Soziologe und Sozialpsychologe
- Kornhauser-Duda, Agata (* 1972), polnische First Lady, Ehefrau von Andrzej Duda, Lehrerin
- Kornhäusl, Karlheinz (* 1982), österreichischer Politiker (ÖVP), Mitglied des BundesratesKarlheinz Kornhäusl (* 1982)

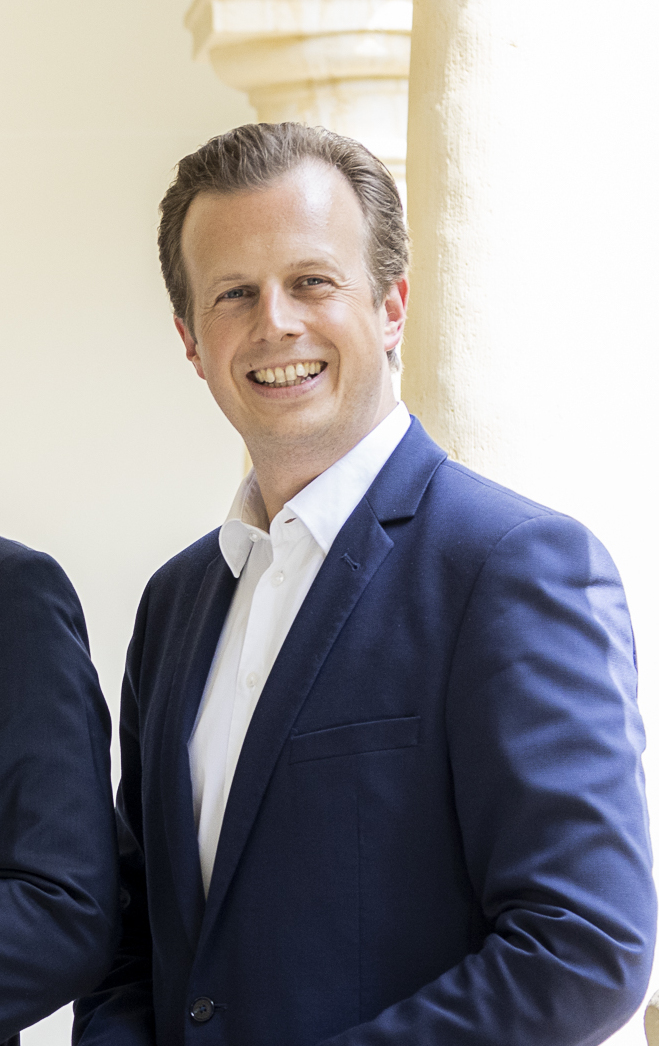
Karlheinz Kornhäusl (* 1982)

- Kornher-Stace, Nicole (* 1983), US-amerikanische Schriftstellerin
- Kornhuber, Andreas (1824–1905), österreichischer Naturhistoriker und Hochschullehrer
- Kornhuber, Bernhard (1931–2009), deutscher Pädiater, Onkologe und Hochschullehrer
- Kornhuber, Hans Helmut (1928–2009), deutscher Neurologe und Hirnforscher
- Kornhuber, Johannes (* 1959), deutscher Psychiater und Psychotherapeut
- Kornhuber, Malte (* 1961), deutscher Neurologe

### Korni
- Kornick, Avi (* 1983), israelischer Schauspieler
- Körnicke, Friedrich August (1828–1908), deutscher Agrikulturbotaniker
- Kornicker, Louis S. (1919–2018), US-amerikanischer Zoologe
- Kornicki, Steve (* 1968), US-amerikanischer Komponist und Musikproduzent
- Kornienko, Alexei (* 1954), österreichischer Pianist und Dirigent
- Körnig, Hans (1905–1989), deutscher Maler
- Körnig, Helmut (1905–1972), deutscher Leichtathlet
- Körnig, Helmut Richard (1927–1991), deutscher Radrennfahrer
- Körnig, Margarete (* 1853), deutsche Theaterschauspielerin
- Kornijenko, Alexei Alexejewitsch (* 2003), russischer Fußballspieler
- Kornijenko, Michail Borissowitsch (* 1960), russischer Kosmonaut
- Kornijenko, Oleg (* 1973), kasachischer Fußballspieler
- Kornijez, Leonid (1901–1969), ukrainisch-sowjetischer Politiker, Vorsitzender des Obersten Sowjets der Ukraine (1938–1939)
- Kornijtschuk, Oleksandr (1905–1972), sowjetischer Publizist, Autor Essayist und Politiker
- Kornilow, Alexander Alexandrowitsch (1862–1925), russischer Historiker und Politiker
- Kornilow, Boris Petrowitsch (1907–1938), sowjetischer Dichter
- Kornilow, Denis Alexandrowitsch (* 1986), russischer Skispringer
- Kornilow, Lawr Georgijewitsch (1870–1918), russischer General, putschte gegen die provisorische Regierung Kerenski im Jahre 1917Lawr Georgijewitsch Kornilow (1870–1918)

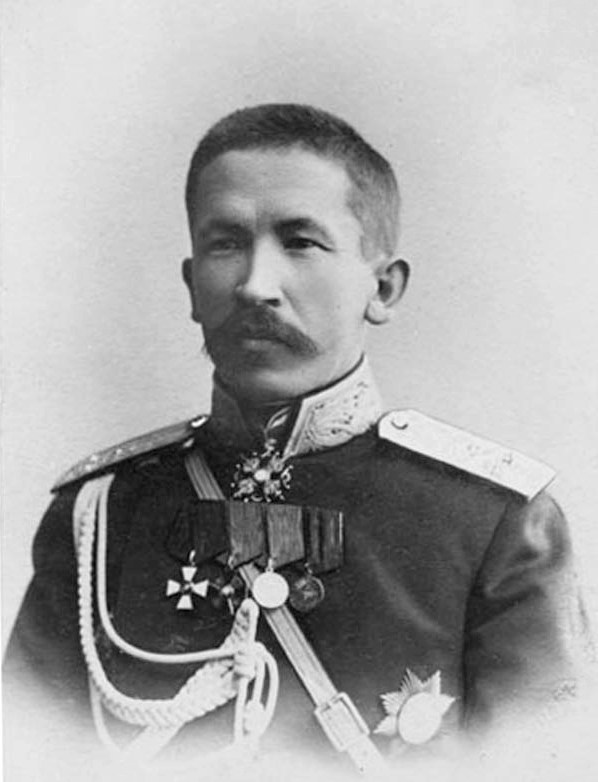
Lawr Georgijewitsch Kornilow (1870–1918)

- Kornilow, Sergei Alexandrowitsch (* 1978), russischer Eisschnellläufer
- Kornilow, Wladimir Alexejewitsch (1806–1854), russischer Vizeadmiral und Held des Krimkrieges
- Korninger, Johann (1883–1950), österreichischer Politiker, Landtagsabgeordneter
- Korninger, Siegfried (1925–2006), österreichischer Anglist und Hochschullehrer
- Kornis, Else (1889–1983), rumänische Schriftstellerin
- Kornitzer, Josef Nechemja (1880–1933), ungarisch-polnischer Rabbiner
- Kornitzer, Kitty (* 1898), österreichische Schriftstellerin
- Kornitzer, Laszlo (* 1957), ungarischer Übersetzer
- Kornitzer, Schmuel (1905–1941), polnischer Rabbiner
- Kornitzky, Anna-Liese (1909–2000), deutsche Übersetzerin

### Kornj
- Kornjuschin, Daniil Alexandrowitsch (* 2001), russischer Fußballspieler

### Kornm
- Kornman, Mary (1915–1973), US-amerikanische SchauspielerinMary Kornman (1915–1973)

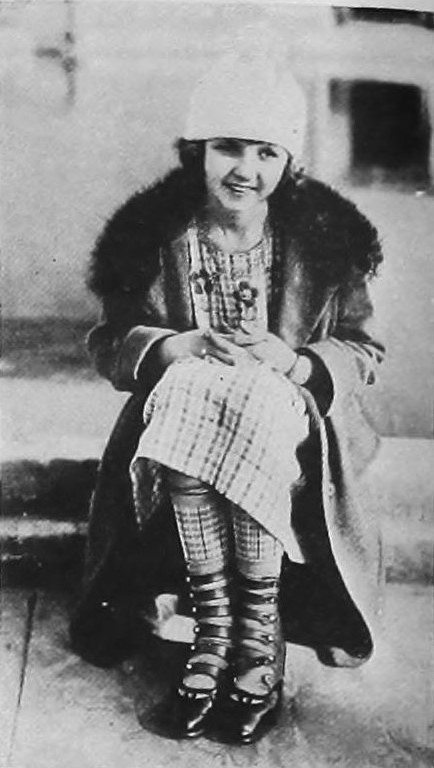
Mary Kornman (1915–1973)

- Kornman, Mildred (1925–2022), US-amerikanische Schauspielerin und Model
- Kornmann, Egon (1887–1982), Schweizer Kunsttheoretiker, Kunstsammler und Autor
- Kornmann, Johann Hartmann (1624–1673), deutscher Rechtswissenschaftler und Hochschullehrer
- Kornmann, Johannes (1587–1656), deutscher Rechtswissenschaftler
- Kornmann, Marko (* 1966), deutscher Viszeralchirurg, Wissenschaftler und Hochschullehrer
- Kornmann, Rupert (1757–1817), deutscher Benediktiner und Theologe
- Kornmayer, Evert (* 1965), deutscher Sachbuchautor und Verleger
- Kornmehl, Ariëlla (* 1975), niederländische Schriftstellerin
- Kornmeier, Claudia, deutsche Journalistin und Juristin
- Kornmesser, Axel, deutscher Filmkomponist
- Kornmesser, Britta (* 1968), deutsche Politikerin (SPD)
- Kornmesser, Joachim Friedrich (1641–1715), deutscher Politiker und Bürgermeister von Berlin (1709–1715)
- Kornmesser, Stephan, deutscher Philosoph
- Kornmüller, Alois (1905–1968), deutscher Neurophysiologe
- Kornmüller, Jacqueline (* 1961), deutsche RegisseurinJacqueline Kornmüller (* 1961)

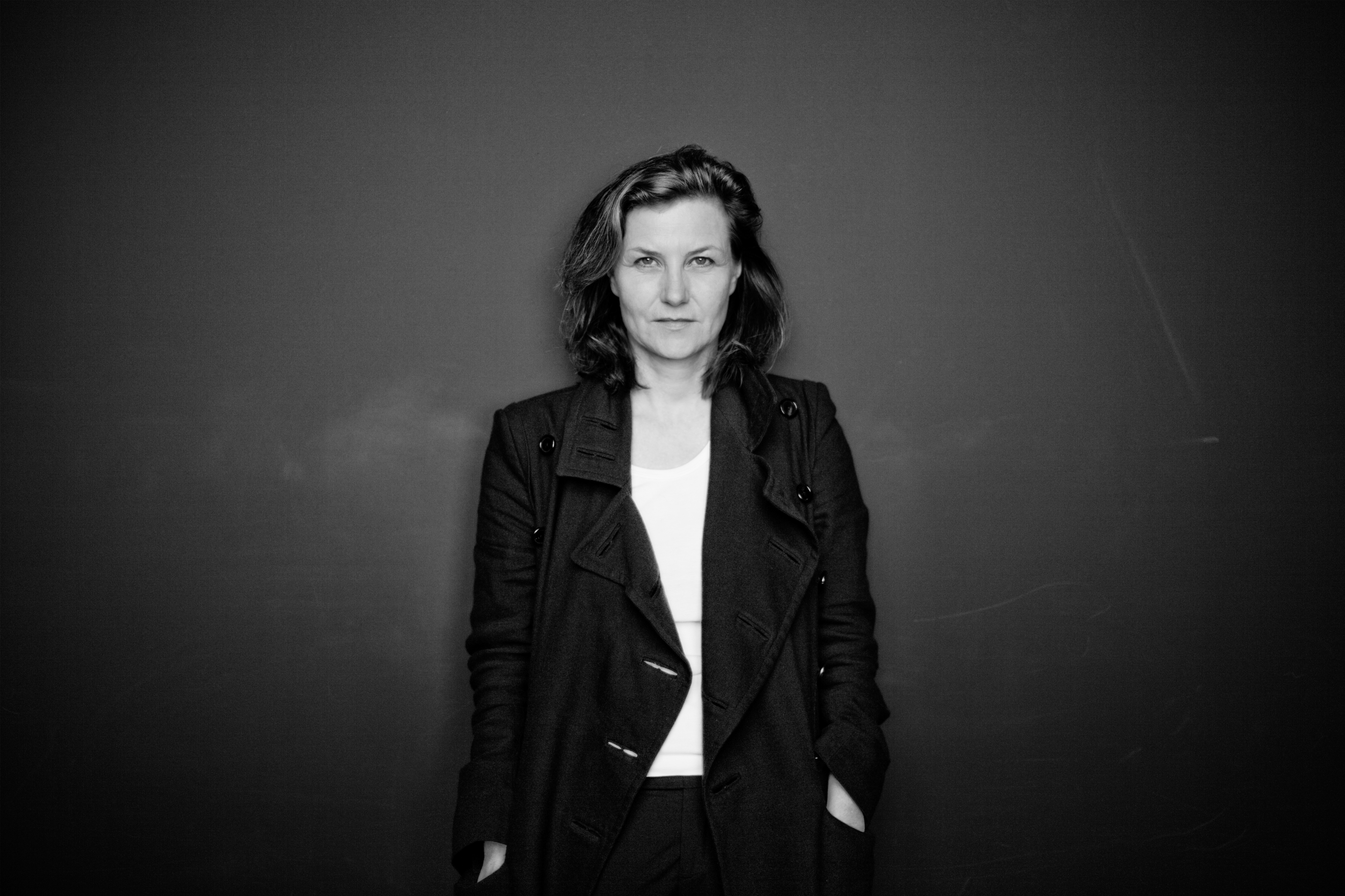
Jacqueline Kornmüller (* 1961)

- Kornmüller, Utto (1824–1907), deutscher Komponist, Kirchenmusiker und Mönch in der bayerischen Benediktinerabtei Metten

### Korno
- Kornoš, Leonard (* 1956), slowakischer Astronom und Asteroidenentdecker
- Kornow, Johannes (1932–2014), deutscher Archivar
- Kornowicz, Jerzy (* 1959), polnischer Komponist
- Kornowicz, Ted (1915–1993), deutscher Kameramann
- Kornowski, Lihi (* 1992), israelische Schauspielerin und Model

### Kornp
- Kornprobst, Alfred (1940–1991), deutscher Gewichtheber
- Kornprobst, Kornelia (* 1965), deutsche Richterin des Oberlandesgerichts München und Generalsekretärin des Bayerischen Verfassungsgerichtshofs
- Kornprom Jaroonpong (* 1988), thailändischer Fußballspieler

### Kornr
- Kornrumpf, Gisela, deutsche Germanistin
- Kornrumpf, Martin (1909–1997), deutscher Geograf, NS-Raumforscher und Bevölkerungsstatistiker in der amtlichen Statistik

### Korns
- Kornsand, Emil (1894–1973), deutsch-amerikanischer Violinist, Bratschist und Komponist
- Kornsand, Luise (1876–1972), deutsch-amerikanische Malerin
- Kornschober, Christoph (* 1979), österreichischer Film- und Theaterschauspieler
- Kornschober, Markus (* 1981), österreichischer Musiker, Komponist, Produzent und Remixer
- Kornstad, Håkon (* 1977), norwegischer Jazzsaxophonist

### Kornt
- Körntgen, Ludger (* 1960), deutscher Historiker
- Korntheuer, Friedrich Josef (1779–1829), österreichischer Schauspieler und Dramatiker

### Kornu
- Kornuta, Anna (* 1988), ukrainische Weitspringerin
- Kornuth, Chance (* 1986), US-amerikanischer Pokerspieler

### Kornw
- Kornwachs, Klaus (* 1947), deutscher Physiker und Technikphilosoph

### Korny
- Kornyljak, Platon Wolodyslaw (1920–2000), ukrainischer apostolischer Exarch für katholische Ukrainer des byzantinischen Ritus in Deutschland und Skandinavien